# 既濟卦

既濟卦

既濟卦，簡稱既濟，為六十四卦之中的第六十三卦。上卦是坎卦，代表水，就是☵；下卦是離卦，代表火，就是☲。所以，既濟卦就畫成䷾。為方便記住卦象，有個名叫水火既濟。

## 卦辭
亨，小利貞，初吉終亂。
彖曰：既濟，亨，小者亨也。利貞，剛柔正而位當也。 初吉，柔得中也。終止則亂，其道窮也。
象曰：水在火上，既濟；君子以思患而預防之。

## 爻辭
初九：曳其輪，濡其尾，無咎。
六二：婦喪其茀，勿逐，七日得。
九三：高宗伐鬼方，三年克之，小人勿用。
六四：繻有衣袽，終日戒。
九五：東鄰殺牛，不如西鄰之禴祭，實受其福。
上六：濡其首，厲。